# Rafiatou Karimou

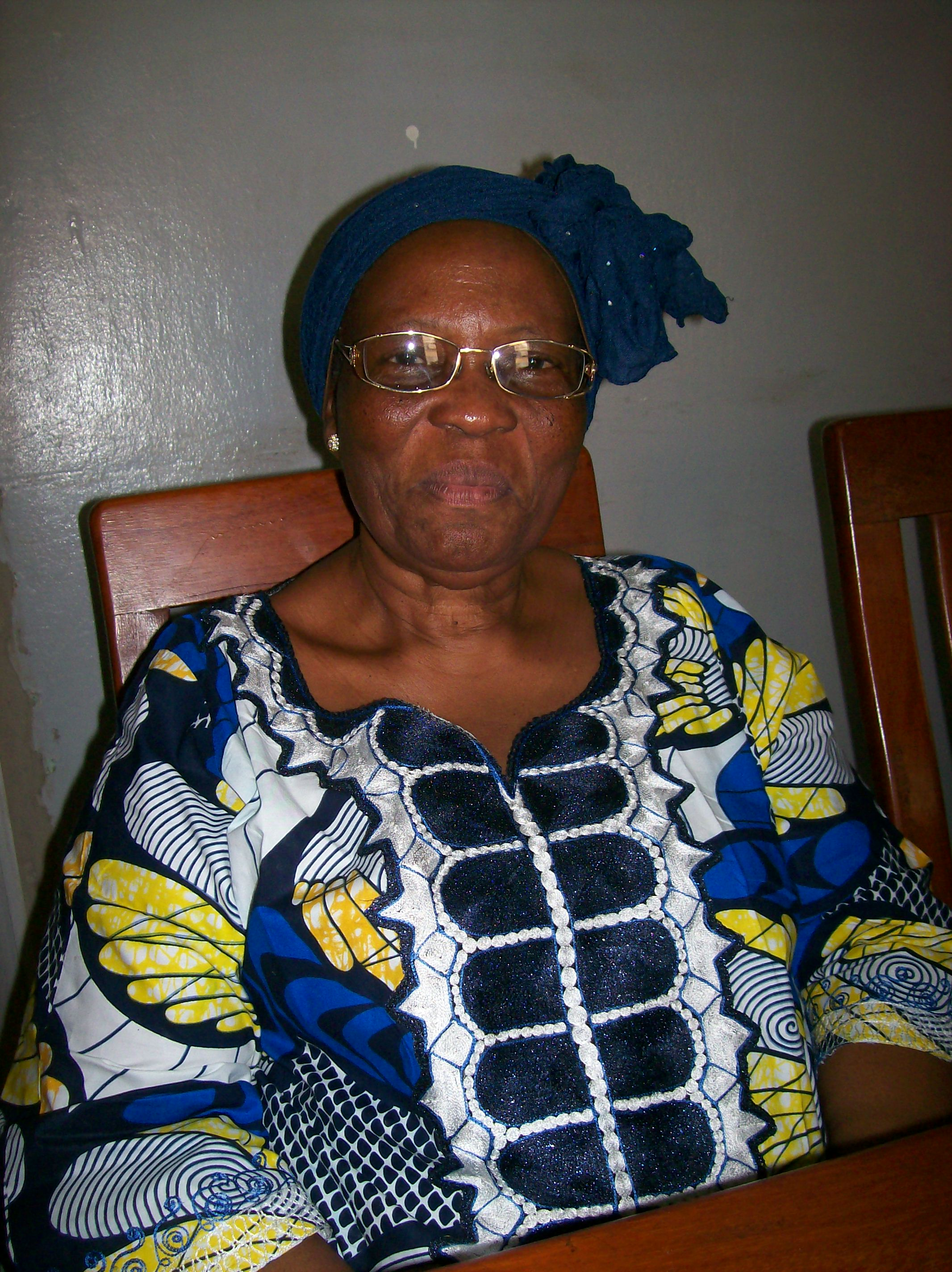
Rafiatou Karimou

Rafiatou Karimou (2 tháng 5 năm 1946 – 4 tháng 1 năm 2018)  là một  chính trị gia và giáo viên chuyên nghiệp người Benin. Karimou là người phụ nữ đầu tiên được bổ nhiệm vào vị trí bộ trưởng ở nước bà.

## Tiểu sử
Rafiatou Karimou sinh năm 1946 tại Sakété, phía nam Benin ngày nay, sau đó là Thuộc địa của Dahomey. bà bắt đầu sự nghiệp khi còn trẻ trong Liên minh học sinh và sinh viên Dahomey (UGEED) trước khi tham gia chính trị. Năm 1975, bà là người phụ nữ đầu tiên được bổ nhiệm làm quận trưởng ở Bénin và năm 1989, bà trở thành bộ trưởng phụ nữ đầu tiên ở nước mình sau khi được Tổng thống Mathieu Kérékou bổ nhiệm làm Bộ trưởng Bộ Y tế.
Bà giữ vị trí này cho đến năm 1990. Bà được bổ nhiệm làm bộ trưởng một lần nữa từ năm 2003 đến 2006, lần này là người đứng đầu danh mục đầu tư của Bộ trưởng Bộ Giáo dục Tiểu học và Trung học.
Bà lần đầu tiên được bầu vào Quốc hội Bénin năm 1999, và trở lại quốc hội năm 2003 đại diện cho Phong trào phát triển và tiến bộ của đảng chính trị châu Phi. Sau đó, bà đã từ chức khỏi đảng sau khi trở thành một bộ trưởng với lý do thiếu minh bạch trong việc điều hành đất nước.
Karimou là một trong hai người bị thương trong một vụ tai nạn trên đường cao tốc Bassila vào ngày 14 tháng 12 năm 2008 khi chiếc xe mà họ đang lái bị mất lái sau một vụ nổ lốp. Năm người đã thiệt mạng trong vụ tai nạn, trong đó có cựu đại sứ Canada và bộ trưởng chính phủ Véronique Ahoyo.
Trong suốt sự nghiệp chính trị của mình, Rafiatou Karimou là người ủng hộ phụ nữ tham gia chính trị. Trong một cuộc phỏng vấn vào tháng 3 năm 2017, bà đã thách thức phụ nữ vượt ra ngoài vai trò nội trợ. Bà mất vào ngày 4 tháng 1 năm 2018 tại Paris, ở tuổi 71.